# Maria Kobel
Maria Kobel (* 5. August 1897 in Liegnitz, Provinz Schlesien; † 14. August 1996 in Kronberg im Taunus) war eine deutsche Chemikerin und spätere Abteilungsleiterin im Kaiser-Wilhelm-Institut für Biochemie.

## Leben
Sie studierte von 1918 bis 1921 Chemie an der Universität Breslau und promovierte 1921 mit der Arbeit „Über die in der Literatur als Glyoxylharnstoff bezeichneten Stoffe“. 1921 zog sie nach Berlin. Von 1925 bis 1936 arbeitete sie am Kaiser-Wilhelm-Institut für Biochemie in Berlin-Dahlem. Zwischen 1929 und 1936 war sie Abteilungsleiterin für Tabakforschung. Nach der Vertreibung von Carl Neuberg und der daraus resultierenden zwischenzeitlichen Schließung des Kaiser-Wilhelm-Institut für Biochemie, war sie ab 1936 am „Hofmann-Haus“ in Berlin beschäftigt. Ab 1941 gehörte sie als Mitarbeiterin, später Leiterin einer Abteilung, der Redaktion des Handbuches „Beilstein“ an. Bis 1945 war die Redaktion in Berlin, dann in Frankfurt/M. 1962 wurde sie hier emeritiert.
Maria Kobels wissenschaftliche Leistungen betrafen die Fermentforschung. Im Handbuch „Die Methoden der Fermentforschung“ von Bamann/Myrbäck veröffentlichte sie mehrere Artikel.